# Частковий каподастр
Частковий каподастр — це різновид каподастру, призначений для затискання лише деяких струн інструменту, на відміну від стандартного, що затискає всі струни.
Частковий каподастр (далі «капо») має подібний ефект до альтернативних налаштувань. Поширеним прикладом є капо, яке охоплює п'ять верхніх струн гітари, залишаючи шосту струну Е без затискання. Коли грається на другому ладі, це, здається, створює Drop D стрій (де басова струна E налаштована на D), підвищує один повний тон у висоті. Часткове капо впливає лише на відкритий стрій струн, і, отже, при використанні на другому ладі акорд Е, що використовує «D-форму», матиме «Drop D звук» із низькою нотою E. Однак, також можна відтворити акорд у формі G, оскільки на затиснуту струну Е це не вплине, як це було б, якщо б струну перенастроїли.

## Передумови

Різні види часткових капо

Капо — це інструмент, який затискає всі струни струнного інструменту, щоб підвищити висоту тону всіх струн. Це робиться для досягнення яскравішого тембру або для транспонування музики на вищу тональність. Гітаристи також використовували багато альтернативних налаштувань, щоб змінити висоту тону відкритих струн.
Нещодавно гітаристи почали використовувати капо, які затискають лише деякі струни, які зазвичай називають «частковими капо», які пропонують схожі варіанти гітаристів, як альтернативні тюнінги. Хоча часткові капо найчастіше використовують у стандартному строю, створюючи «імітовані» відкриті настройки, вони також використовуються в поєднанні з безліччю різних налаштувань, а також поєднуються з іншими повними та частковими капо. Ряд виробників неправильно називають їх «відкритим налаштуванням» капо. Те, що вони роблять для гітари, нагадує те, що робить тюнер, але відкриті струни змінюються, змінюючи довжину струн, а не висоту.

## Походження

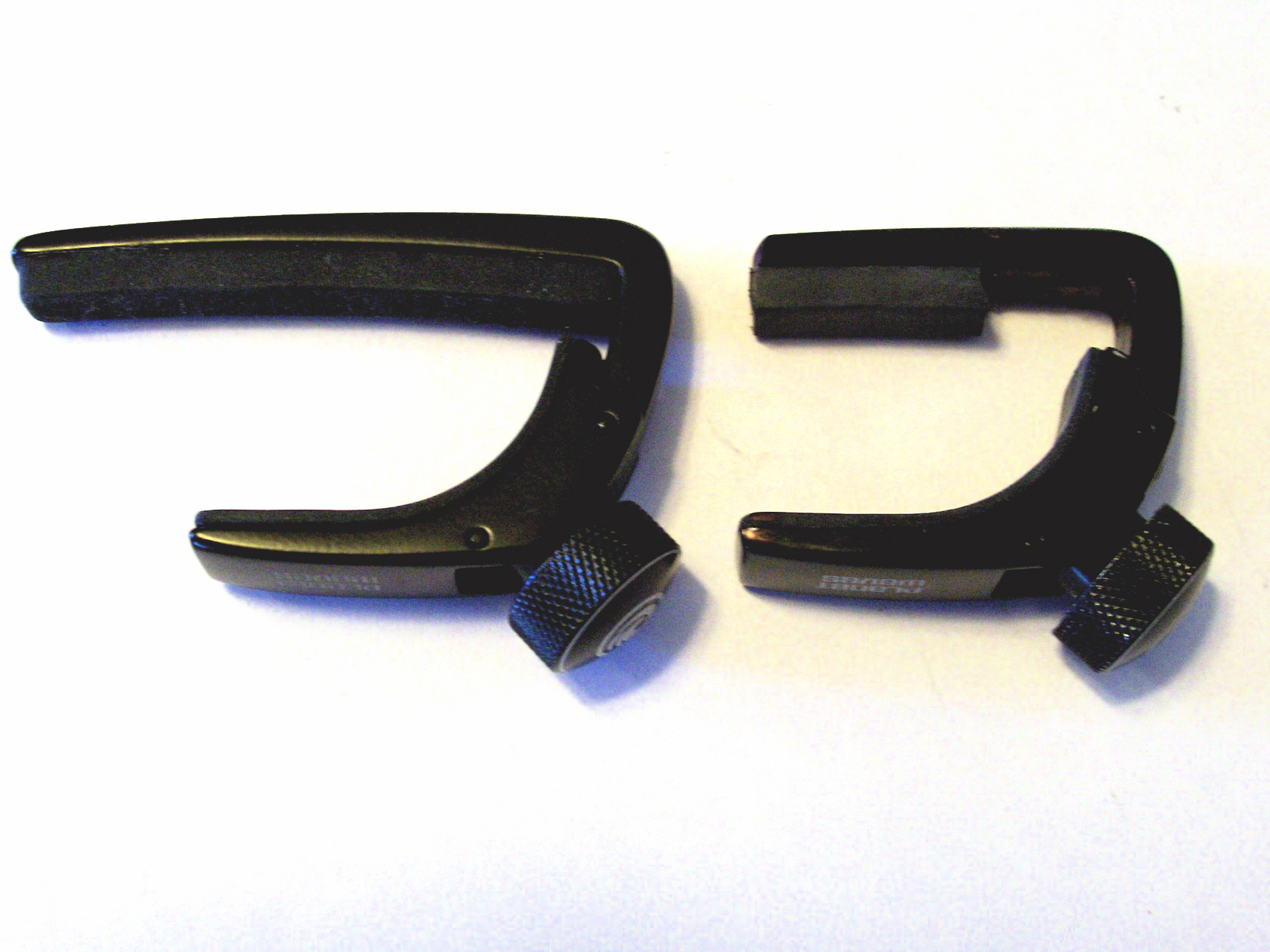
Звичайне капо та саморобна «скорочена» версія

Пристрій, подібний до часткового капо, з'явився в Європі на початку 19 століття, але, схоже, він вимерло і, ймовірно, не пов'язаний із сучасним частковим використанням капо. Сучасне використання цієї ідеї не з'явилося до 1960-х років. Існують непідтверджені анекдоти 1960-х та 1970-х років, які вказують на те, що деякі люди, можливо, почали використовувати деякі основні види часткових капо.
«5-й струнний капо», який зазвичай використовують гравці на банджо, є різновидом часткового капо.

## Виробництво
Перший частковий капо для гітари, випущений у 1976 році, називався «Chord-Forming Capo» («Капо, що утворює акорди»). Його винайшов Лайл Шабрам і назвав «Інструментом для творчого музиканта». Харві Рід та Джефф Хікі започаткували компанію Third Hand Capo Co. в Нешвілі, перейменувавши винахід Шабрама в «Third Hand Capo». Популярним стилем часткового капо є стиль «Esus», який затискає струни A, D і G гітари. Поміщений на другий лад, він утворює акорд Esus, а якщо перевернути його догори дном, він утворює акорд А. Сьогодні на ринку існує багато часткових капсул, які затискають десь від 1 до 5 струн. Багато музикантів зробили власні часткові капо, вирізавши або іншим чином змінивши існуючі капо.
Капо «Третя рука» та «Павук Капо» (з'явилися у 2008 році) — єдині універсальні капо. Кожен може затиснути будь-яку з 63 комбінацій струн на будь-якому ладі будь-якої гітари. Тільки SpiderCapo може створити будь-яку комбінацію на даному ладі без зміни позиції капо. Shubb і Kyser складають 3-струнний капо «Esus», а також 5-струнний капо «Drop-E». G-Band капи з затискачами 1 або 2 зовнішніх струн, і тепер Kyser виготовляє серію капо «K-Lever», які включають пружинний важіль, що дозволяє тимчасово ламати деякі ноти, що лежать під капо.

## Харві Рід
Гітарист і автор пісень Харві Рід — відомий частковий популяризатор капо. Він започаткував більшість відомих конфігурацій капо, писав книги та складав та записував пісні, використовуючи частковий капо.
У 1980 році Рід опублікував книгу «Нова межа на гітарі», де описано 25 способів використання капо третього боку, на той час єдиного часткового капо на ринку. Рід записав 2 альбоми у 1982 та 1983 рр. У Вашингтоні, округ Колумбія, що були першими комерційними записами, в яких використовувався частковий капо, а в 1982 р. Він опублікував книгу «Гірка качки», яка була першим опублікованим використанням часткового капо в музичній освіті. Sleight of Hand: Guitar Magic вийшла у 1983 році та стала першою книгою сольних аранжувань на гітарі для часткової гітари з капою. Обидві книги досі друкуються. Рід також написав перший підручник коледжу для народної гітари «Сучасна народна гітара», який друкується з 1984 року та використовується в університетській музичній освіті та програмах музичної терапії. Він містить розділ про використання часткового капо для початкової гітари.